# Юсковцы (село)
Ю́сковцы (укр. Юсківці) — село в Лучанском сельском совете Миргородского района Полтавской области Украины.
Код КОАТУУ — 5322684402. Население по переписи 2001 года составляло 471 человек.

## Географическое положение
Село Юсковцы находится в 2,5 км от левого берега реки Сула, на расстоянии в 1 км расположено село Лука. Через село проходят автомобильная дорога Р-60 и железная дорога, станция Юсковцы.

## История
- 2007 — изменен статус поселка на село.

## Экономика
- ЗАО «Юськовское ХПП».

## Объекты социальной сферы
- Клуб.

## Известные люди
- Ус Павел Терентьевич[укр.] — украинский режиссёр-документалист.